# Edda Bresciani
Edda Bresciani (geboren am 23. September 1930 in Lucca; gestorben am 29. November 2020 ebenda) war eine italienische Ägyptologin und Hochschullehrerin an der Universität Pisa. Besondere Bekanntheit errang sie durch Forschungsprojekte und Ausgrabungen im Fayyum und in der Nekropole von Sakkara.

## Leben und Werk
Edda Bresciani wurde 1930 in Lucca in der italienischen Region Toskana geboren. Sie schloss ihr Studium der Ägyptologie 1955 als die erste weibliche Absolventin der Ägyptologie in Italien an der Universität Pisa ab. Nach ihrem Abschluss spezialisierte sie sich in weiteren ägyptologischen Fächern wie Archäologie und Philologie, den Schriften und Sprachen Hieratisch und Demotisch, Koptisch und Aramäisch und studierte in Paris, Kopenhagen und Kairo. Anschließend lehrte sie koptische Sprache und Literatur an der Universität La Sapienza in Rom. 1968 wurde sie als erste Frau, die in Italien eine Professur in Ägyptologie erhielt, ordentliche Professorin für Ägyptologie am eigens für sie eingerichteten Lehrstuhl an der Universität Pisa, wo sie auch demotische Sprache und Literatur lehrte. Sie war damit zudem die erste Frau, die an der Philosophischen Fakultät einen Lehrstuhl erhielt. 2005 wurde sie emeritiert.
Bresciani leitete seit Mitte der 1960er Jahre mehrere archäologische Forschungsprojekte in Ägypten und wurde vor allem für ihre Arbeiten in Fayyum bekannt, insbesondere am Tempel von Medinet Madi und für die Entdeckung und Ausgrabung eines Friedhofs aus dem Mittleren Reich in Khelua. 1965 nahm Bresciani unter Leitung von Sergio Donadoni an den Bergungsarbeiten der nubischen Denkmäler teil, die nach dem Bau des Assuan-Staudamms überflutet werden sollten, und befasste sich mit der frühchristlichen Architektur und den demotischen Inschriften für die UNESCO. 1974 ernannte die Universität Pisa Bresciani zur Leiterin einer Ausgrabungskampagne in der Nekropole von Sakkara, wo sie das Grab des Wesirs Bakenrenef aus der 26. Dynastie untersuchte. Zudem führte sie auch Ausgrabungen im „Haus der Millionen“ von Thutmosis IV. in Theben durch und koordinierte mehrere italienisch-ägyptische Kooperationsprojekte in Sakkara, durch die die Universität Pisa zu den Pionieren bei der Anwendung der Informationstechnologie in der Archäologie und bei der Erhaltung antiker Monumente gehörte.
1978 gründete sie die Zeitschrift Egitto e Vicino Oriente („Ägypten und der Nahe Osten“) und verfasste zahlreiche Publikationen über das alte Ägypten. Für die Universität Pisa leitete sie das vom italienischen Außenministerium – Generaldirektion für Entwicklungszusammenarbeit – finanzierte Projekt Issemm, das in Zusammenarbeit mit dem ägyptischen Supreme Council of Antiquities technische und wissenschaftliche Unterstützung für die Überwachung und Verwaltung der archäologischen Stätten in Ägypten leisten sollte. Dank Issemm wurden der archäologische Park und das Besucherzentrum Medinet Madi im Fayum in Ägypten gebaut und am 8. Mai 2011 eingeweiht.
Sie war Mitglied der Accademia Nazionale dei Lincei und ordentliches Mitglied der Accademia Lucchese di Scienze, Lettere ed Arti; in Frankreich war sie Mitglied der Académie des inscriptions et belles-lettres. Im Jahr 1996 wurde sie mit der italienischen Medaglia ai benemeriti della cultura e dell’arte ausgezeichnet. Im April 2004 erhielt sie den „Firenze-Donna“-Preis, und im September 2014 wurde ihr in Pisa der „Campano d’Oro“-Preis verliehen, der zu Ehren von Absolventen der Universität Pisa eingerichtet wurde, die sich in den Bereichen Kultur, Wissenschaft und Beruf besonders hervorgetan haben.
Am 29. November 2020 starb Edda Bresciani im Alter von neunzig Jahren während eines Aufenthalts in der Klinik Barbantini in Lucca.

## Veröffentlichungen
Siehe Marilina Betrò, Flora Silvano: Bibliografia di Edda Bresciani. In: Egitto e Vicino Oriente. Band 44, 2021, S. 15–30.
- mit Sergio Pernigotti: Assuan. Il tempio Tolemaico di Isi. I blocchi decorati e iscritti. Giardini, Pisa 1978.
- L’Antico Egitto di Ippolito Rosellini nelle tavole dai monumenti dell’Egitto e della Nubia. Ed. Istituto geografico de Agostini, ISBN 88-4150410-2.
- (Hrsg.): Grande Enciclopedia illustrata dell’Antico Egitto. Ed. De Agostini 1998, 2005, ISBN 88-4155259-X.
- Il Volto Di Osiri: Tele Funerarie Dipinte nell’Egitto Romano. Ed. Maria Pacini Fazzi, Lucca 1996, ISBN 88-7246232-0.
- Khelua: Una Necropoli Del Medio Regno Nel Fayum. ETS, ISBN 88-4670208-5.
- Nozioni elementari di grammatica demotica. Ed. Cisalpino-Goliardica, ISBN 88-2050150-3.
- Sulle Rive Del Nilo: L’Egitto Al Tempo Dei Faraoni. GLF editori Laterza, ISBN 88-4206166-2.
- Food and drink. Life resources in ancient Egypt. Fazzi, Pacini 1997.
- Letteratura e poesia dell’antico Egitto. Cultura e società attraverso i testi. Einaudi, Torino 2007, ISBN 978-88-0619078-1.
- I testi religiosi dell’antico Egitto. collana I Meridiani, Mondadori 2001.
- (Hrsg.): La piramide e la Torre. Duecento anni di archeologia egiziana. Pisa 2000.
- Nine Pharaohs. Plus, Pisa 2002 (Nove Faraoni. Plus, Pisa 2001).
- Kom Madi 1977 e 1978. Le pitture murali del cenotafio di Alessandro Magno. Prima ristampa con aggiornamenti. With English text, Pisa 2003.
- mit Marilina Betrò (Hrsg.): Egypt in India. Egyptian Collection in Indian Museums. Plus, Pisa 2004, ISBN 978-88-8492189-5.
- mit Mario Del Tacca, Arte medica e cosmetica alla corte dei Faraoni/Medicine and cosmetics at Pharaohs’ court. Pacini, Pisa 2005,  ISBN 88-7781-668-6.
- La porta dei sogni. Interpreti e sognatori nell’Egitto antico. Einaudi, Torino 2005, ISBN 978-88-06-17793-5.
- mit Antonio Giammarusti, Rosario Pintaudi, Flora Silvano (Hrsg.): Medinet Madi. Venti anni di esplorazione archeologica (1984–2005). Pisa 2006.
- Ramesse II. Giunti Editore, Firenze 2012, ISBN 978-88-0976322-7.